# Міла Куніс
Мі́ла Ку́ніс (англ. Mila Kunis; івр. מילה קוניס; при народженні — Міле́на Ма́рківна Ку́ніс; нар. 14 серпня 1983, Чернівці, Українська РСР, СРСР) — американська акторка, модель та телепродюсерка, яка народилася в Україні та виросла в США. 
У 15 років почала зніматися у «Шоу 70-х». Акторську кар'єру почала 1994 року, знявшись у рекламних роликах. Того ж року дебютувала в кіно в епізоді мильної опери «Дні нашого життя». Проривом у кар'єрі стала роль у фільмі «В прольоті». Відома озвучуванням Меґ Гріфін у мультиплікаційному серіалі «Сім'янин». Однією з найвідоміших є роль балерини Лілі у фільмі «Чорний лебідь», за яку нагороджена премією «Сатурн» і номінована на «Золотий глобус» і Премію Гільдії кіноакторів за найкращу жіночу роль другого плану.
Крім кіно, активно працює і в модельному бізнесі — її фото неодноразово з'являлися на обкладинках багатьох журналів. З 2012 року співпрацює з будинком моди Christian Dior.

## Раннє життя
Народилася 14 серпня 1983 в Чернівцях у єврейській родині. Батько, Марк в УРСР працював інженером-механіком на чернівецькому заводі «Легмаш», відтак у США став таксистом; мати Ельвіра раніше працювала вчителькою фізики, а нині — директором аптеки. В Міли є старший брат Михайло.
Згадуючи Чернівці, де вона жила малою, акторка зауважила: «Це не було зовсім село. У нас був кінотеатр. Вулиці були асфальтовані. У нас була нормальна школа».
У 1991 році її родина емігрувала з України й оселилася у Лос-Анджелесі. У свій другий день у Лос-Анджелесі Міла була зарахована у початкову школу Роузвуд, не знаючи ані слова англійською.
|  | У мене витіснились із голови спогади про другий клас, — розповідала вона. — Я мало що пам'ятаю, але мама говорила, що я кожного дня поверталася додому в сльозах. Це не було травмуючим досвідом, це було просто шоком… Я не розуміла культуру, я не розуміла людей, я не розуміла мову. У своєму есе при вступі до коледжу я описала це так: «уявіть, що в сім років ви раптом стали глухі та сліпі». Приблизно так я і почувалася, коли переїхала до Штатів |

Деякий час через незнання мови Мілі було дуже складно вчитися. Однак завдяки телешоу «Ціна удачі», яке вона часто дивилася, Куніс поступово опанувала англійську мову. В Лос-Анджелесі Міла ходила до середньої школи Бенкрофта. Свою акторську діяльність Куніс розпочала ще в шкільні роки, тому в старших класах займалася з репетитором просто на знімальному майданчику, зокрема під час зйомок телесеріалу «Шоу 70-х». У перервах між зйомками навчалася у Беверлі-хілз-студії, де одержала акторську освіту (2001). Деякий час вона також відвідувала заняття у Каліфорнійському університеті та університеті Лойола Мерімаунт.
Відвідала рідне місто після еміграції лише у серпні 2017 року вперше після еміграції разом зі своїм чоловіком та дочкою, зіркова пара прилетіла приватним літаком до Чернівців буквально на кілька годин із Будапешту, де актори брали участь у кінозйомках.
|  | Мілі та Ештону дуже сподобалося місто, ми прогулялися по вулиці Ольги Кобилянської, також побували поблизу драмтеатру (Театральна площа) та на Соборній площі. Єдиним чим вони були засмучені — це українськими дорогами... |

## Акторська кар'єра

### Телебачення
Зніматися в кіно почала ще змалку. У дев'ять років Куніс зарахували в школу акторської майстерності в Беверлі-Гіллз. Там вона зустріла Сьюзен Кертіс, яка стала її менеджером. Кар'єра юної акторки почалася у 1994 році з появи в рекламі ляльок Барбі. З цього ж року почала зніматися в невеликих ролях у кіно. У 1994 році відбувся її дебют на телебаченні в епізоді популярної мильної опери «Дні нашого життя», де вона виконала роль Гоуп Вільямс у дитинстві. У 1995 році її кандидатуру розглядали на головну роль російсько-єврейської дівчини у фільмі «Загадай бажання, Моллі», однак у підсумку їй була відведена роль другого плану. До 1998 року Куніс вдавалось отримати незначні або другорядні ролі в телесеріалах і фільмах. У 1996 році вона знялася у 4 епізодах багатосерійної драми «Сьоме небо». У 1996—1998 роках виконала ролі другого плану у фільмах «Силач Санта-Клаус» (1996), «Дорога, ми зменшили себе» (1997) і «Джіа» (1998), де Куніс зіграла модель Джію Каранджі в дитинстві.
У 1998 році акторці пощастило пройти добір на роль розбещеної молодої дівчини Джекі Бурхарт у серіал «Шоу 70-х». Кандидати на роль повинні були бути старші за 18 років, і 14-річна Міла Куніс на запитання про свій вік відповіла, що скоро у неї день народження, не уточнивши, скільки їй виповниться. Своїм талантом дівчинка так вразила режисера, що, коли обман розкрився, її все ж затвердили на роль. Всього з 1998 по 2006 рік Міла знялася у всіх 8 сезонах (200 епізодах) ситкому. Участь у серіалі для акторки ознаменувалася безліччю нагород і номінацій — вже в 16 років Куніс була удостоєна першої молодіжної нагороди «YoungStar Award», яку вона повторно отримала через рік. Крім премії «YoungStar», Куніс 7 разів номінувалася на премію «Teen Choice Awards», але жодного разу не виграла.
У 1999 році Мілу запросили озвучувати роль дівчинки-підлітка Меґ у культовому мультсеріалі «Сім'янин». До неї у проєкті брала участь Лейсі Шебер. Після першого прослуховування Сет Мак-Фарлейн, творець мультсеріалу, доручив Куніс при озвученні говорити повільніше, а потім попросив її приїхати знов за якийсь час. Коли Міла зуміла освоїти мову, Макфарлейн найняв її. Пізніше він сказав:

Я скажу, що Лейсі зробила феноменальну роботу, але щодо Міли — щось дуже природне було у Міли. Їй було 15 років, коли вона почала, таким чином, ви слухали 15-річну.
Оригінальний текст (англ.)
[I say that Lacey did a phenomenal job, but there was something about Mila – something very natural about Mila. She was 15 when she started, so you were listening to a 15-year-old.] Помилка: {{Lang}}: не вказано код мови (допомога)

За озвучування Меґ Міла номінувалася на премію «Енні» у 2007 році. Також Куніс озвучила Меґ у відеогрі Family Guy Video Game! і повнометражному мультфільмі «Стюї Гріфін: нерозказана історія».

### 2001—2008: початок кар'єри у кіно
2001 рік розпочався для акторки появою в фільмі «Вірус кохання» у ролі подруги головної героїні у виконанні Кірстен Данст. А вже через рік вона зіграла свою першу головну роль у сиквелі трилера «Американський психопат» з Вільямом Шетнером. Однак на критиків кінострічка не справила враження. Пізніше Куніс зізналася, що сама була розчарована фільмом і була проти створення третьої частини.

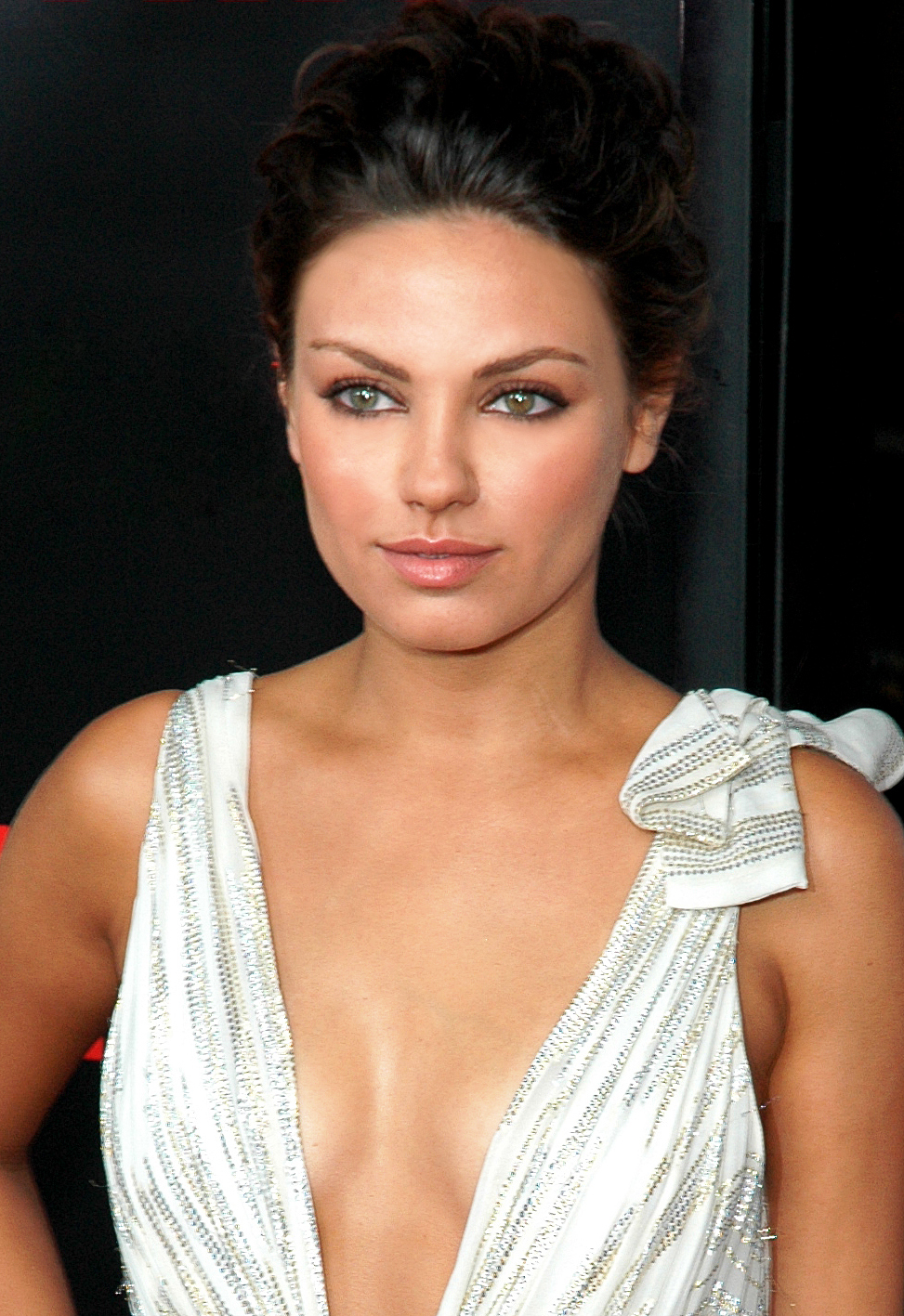
На прем'єрі фільму «Макс Пейн» в Каліфорнії, 13.10.2008

Період із 2004 по 2007 рік був невдалим для Куніс у кіно: фільми «Весілля Тоні і Тіни» і «Макаллістер, що біжить» провалилися згідно з відгуками кінокритиків.
Справжнім проривом для Куніс стала роль Рейчел у стрічці «В прольоті» (2008) режисера Ніколаса Стіллера. Продюсером фільму також став Джадд Апатоу. Міла отримала роль, хоч раніше не пройшла прослуховування в інший проєкт Апатоу — «Трошки вагітна». Крім того, дівчині дозволили імпровізувати у фільмі. Критики позитивно відгукнулися про гру Куніс, а сама комедія мала комерційний успіх. За цю роль Мілу номінували на премію «Teen Choice Awards».
17 жовтня 2008 року вийшла в прокат екранізація однойменної культової гри «Макс Пейн» з Марком Волбергом у головній ролі, де Куніс зіграла роль найманої вбивці Мони Сакс. Під час підготовки до зйомок Міла проходила курси навчання стрільби, боксу та бойових мистецтв. Фільм став успішним у фінансовому плані, а Мілу вкотре номінували на премію «Teen Choice Awards».

### З 2009: останні фільми та поточні проєкти
На початку 2010 року, після появи Міли в комедійному фільмі «Екстракт» (2009), вийшов постапокаліптичний бойовик «Книга Ілая», де Куніс виконала роль Соларі, попутниці головного героя. Її партнерами на знімальному майданчику стали Дензел Вашингтон і Ґері Олдмен. Роль Солар також пропонували Крістен Стюарт, але та відмовилася. Фільм мав змішані відгуки критиків, однак касові збори окупили бюджет майже вдвічі. Міла знову була удостоєна номінації «Teen Choice».

Наприкінці 2010 року в прокат вийшов психологічний трилер Даррена Аронофскі «Чорний лебідь», де Куніс і Наталі Портман зіграли балерин-суперниць — Лілі і Ніну відповідно. Портман запропонувала режисерові кандидатуру Міли Куніс на роль Лілі, позаяк вони були близькими подругами. Аронофскі прислухався до неї і запропонував Куніс роль через Skype без прослуховування. Згодом, коли акторка була затверджена на роль, вона так описала свою героїню:
Мій персонаж дуже вільний… Вона не така хороша, як персонаж Наталі, але вона, природно, має більше пристрасті. Ось чого бракує Ніні".
При підготовці до зйомок Міла кожного дня по 4 години займалася балетом і сиділа на суворій дієті. Під час зйомок траплялися й травми: Міла була порвала зв'язки і в неї був вивих плеча. Тим не менше, фільм був широко визнаний кінокритиками і був номінований на п'ять премій «Оскар». Участь акторки у фільмі принесла їй перші престижні номінації та нагороди. Куніс вперше нагородили премією «Сатурн» за найкращу жіночу роль другого плану, а також номінували на «Золотий глобус» і Премію Гільдії кіноакторів за найкращу жіночу роль другого плану. Також, на думку великої частини світових кінокритиків, Куніс була однією з ключових претенденток на премію «Оскар» у тій же категорії, проте з шорт-листа її витіснила акторка Джекі Вівер.

Улітку 2011 року вийшла романтична комедія «Секс по дружбі» з Джастіном Тімберлейком та Мілою Куніс у головних ролях. При створенні фільму виявилося, що оригінальна назва іншої комедії «Більше ніж секс», котра саме вийшла у січні 2011 року, могла б також бути Friends with Benefits. Однак назву довелося поміняти, оскільки проєкт «Секс по дружбі» вже існував під такою ж назвою. Перед виходом фільму в широкий прокат Куніс і Тімберлейк дали інтерв'ю, де Міла сказала:
Я не бачу схожості між цими фільмами. Я дивилася «Більше, ніж секс». Я думаю, це класно. Я думаю, Наталі Портман і Ештон Кутчер зробили приголомшливу роботу. Це просто два різні фільми.
Сама комедія досягла успіху в прокаті і отримала позитивні відгуки від критиків, які хвалили «хімію» між акторами.
У 2012 році Куніс знову стала партнером Марка Волберга в комедійній драмі режисера Сета Мак-Фарлейна «Третій зайвий», зігравши роль Лорі, подруги героя Волберга. Коли Мак-Фарлейн задумав цей проєкт, він вважав Куніс надто молодою для цієї ролі. Тим не менше, коли комедію запустили у виробництво, дівчину затвердили на роль.
У 2013 році вийшов фантастичний фільм-казка «Оз: Великий та Могутній», де Міла грала Теодору, наймолодшу з трьох відьом. У цьому ж році вийшов трилер «Кровні зв'язки», де Куніс виконала роль другого плану разом із Клайвом Овеном, Біллі Крудап і Маріон Котіяр. Фільм отримав змішані відгуки. Також акторка погодилася зніматися в фільмі «Найзліший чоловік у Брукліні». Разом із нею в зйомках візьмуть участь Робін Вільямс та Пітер Дінклейдж.
Найближчим часом Куніс дебютує як продюсер. Її першим продюсерським проєктом буде драматичний телесеріал Meridian Hills, показ якого запланований на телеканалі The CW. Сама Міла зніматися в телесеріалі не буде.

## Модельна кар'єра
У 2007 році Куніс знімалася у відеоролику «Funny or Die» разом із Джеймсом Франко. Ролик був пародією на телесеріал «Голлівудські пагорби» і мав величезний успіх, коли кількість його переглядів перевищила мільйон. У 2008 році Куніс знялася в ролику «Shine Your Own Star» компанії Gap.
Акторка також з'являлася на обкладинках численних журналів: Complex, Nylon, Cosmopolitan, W, Harper's Bazaar, Glamour та інших. На початку 2012 року Міла Куніс підписала контракт із домом моди Christian Dior і стала обличчям весняної колекції.
Крім того, Міла знялася в декількох відеокліпах. У 1999 році вона з'явилася в кліпі рок-групи Cheap Trick «In the Street». Також взяла участь у роликах Vitamin C, Kiss, Aerosmith, The Strokes, Джоела Меддена і Нори Джонс.

## Критика та визнання
Міла Куніс знімається у фільмах різних жанрів, головно вона грає позитивних персонажів. Сама акторка зізналася, що надає більшу перевагу комедіям, ніж драмам. В одному інтерв'ю вона сказала:
У них також складно, якщо не складніше, працювати, ніж в драмах. Ви працюєте 17 годин на день, і в той же час намагаєтеся робити різні речі і смішними, і пов'язаними на екрані.
Оригінальний текст (англ.)
["They’re just as hard, if not harder, to make work, compared with a drama. You work 17 hours a day, and you have to try to make things different and funny and relatable onscreen all at the same time."] Помилка: {{Lang}}: не вказано код мови (допомога)

Однією з перших позитивно сприйнятих кінокритиками ролей Куніс стала роль у комедії «В прольоті». Джо Моргенштерн у газеті The Wall Street Journal участь акторки в цьому фільмі оцінив за «свіжу красу і цілеспрямовану енергію», у той час як Джеймс Берардінеллі писав, що вона «знавець своєї роботи і розуміє концепцію комічного часу».
Тим не менше, образ Мони Сакс у бойовику «Макс Пейн» не всі критики сприйняли прихильно: багато хто з них негативно оцінили гру Міли і вважали її невідповідною на цю роль. Тревіс Ествулд у газеті Boise Weekly писав, що «її роль жахливо невідповідна; якийсь низькорослий кримінальний авторитет із голосом трелі». Режисер Джон Мур захистив Куніс: «Міла просто шокувала нас … Вона не була очевидним вибором, але вона добре зобразила Мону. Ми потребували когось, хто не буде просто заднім фоном Макса».
Режисер Майк Джадж був у захваті від гри Міли після того, коли вона знялася в його проєкті «Екстракт». Він сказав: «Міла дуже красива, і ви б повірили, що, можливо, вона буде перетинатися з вами в реальному світі». Коли Джадж побачив Куніс у фільмі «В прольоті», він відразу ж захотів затвердити її на роль у своєму фільмі: «Я просто подумав: „Ухти, ця дівчина прекрасна!“».
Багато критиків були задоволені грою Куніс у бойовику «Книга Ілая». Річард Роепер похвалив акторку, назвавши її роботу «особливо сильною», а Піт Геммонд у журналі Boxoffice написав, що вона «ідеально зіграла ключову жіночу роль».
Рецензії про гру Куніс у психологічному трилері «Чорний лебідь» також були позитивними: Кірк Гонікатт в The Hollywood Reporter заявив, що «Куніс — чудова альтернатива Портман; така ж податлива і похмура, але з самовпевненою посмішкою, в той час як Портман — наївна і боязка».
У фільмі «Секс по дружбі» критики теж хвалили Куніс. Маноло Даргіс у газеті The New York Times написала, що «пані Куніс швидко довела, що вона — талант, і вона продовжує показувати його в романтичних комедіях», а також «її енергія бадьорить, вона експансивна, а її присутність у фільмі така яскрава, що цілком заповнює весь екран».
За кілька днів до виходу фільму «Третій зайвий» у США, співробітник сайту HitFix.com Дрю МакКвін писала про Мілу: «Міла Куніс, здається, стає все гарнішою з кожним роком, але що ще більш важливо, вона стає кращою та кращою як виконавець, і в цьому фільмі вона додає деякі прекрасні тонкі витончені нотки в роль».
Куніс також привернула увагу багатьох журналів. Журнал GQ у 2011 році назвав її «Нокаутом року», а Men's Health назвав дівчину однією з «100 найгарячіших жінок всіх часів». На церемонії «Spike Guys' Choice Awards» Мілі вручили дві нагороди у 2009 і 2011 роках. Журнал FHM помістив її на 9 місце в списку «Hot 100 list», а за версією журналу Maxim Куніс посіла 5 місце в списку «Hot 100 list» у 2009 і 2011 роках і 3 місце у 2012 році. Окрім того, Міла зайняла 2 місце в списку найбажаніших знаменитостей за версією популярного чоловічого інтернет-журналу AskMen у 2011 році і 13 місце у 2012 році. У жовтні 2012 року за версією журналу Esquire Куніс була визнана найсексуальнішою жінкою в світі.

## Особисте життя

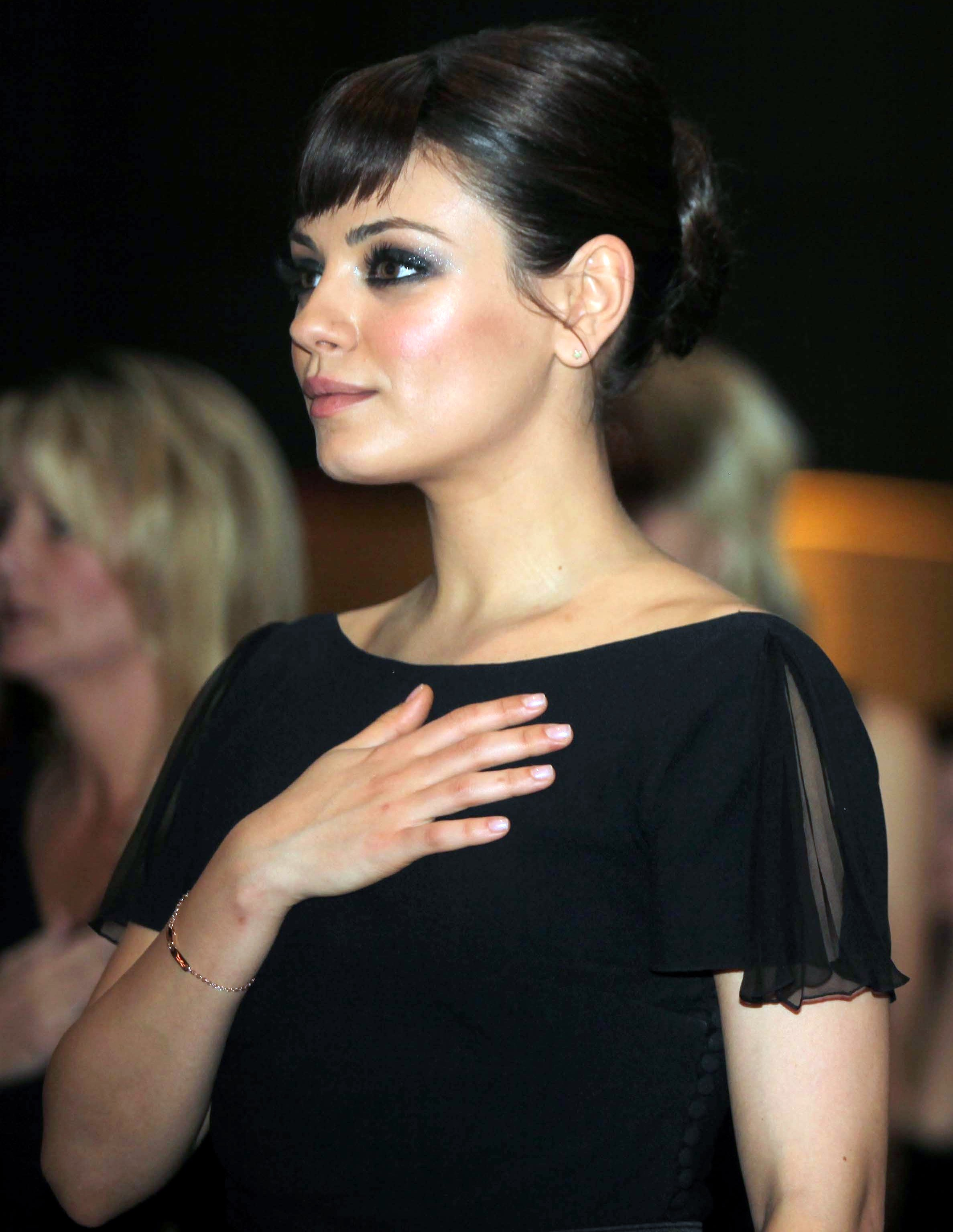
Куніс на балу морських піхотинців 2011 року

З 2002 по 2010 рік Куніс мала тривалі стосунки з актором Маколеєм Калкіним. Свого часу ходили чутки, що пара одружується, однак Куніс спростувала це. В інтерв'ю журналу BlackBook Куніс сказала, що шлюб — не найважливіше для неї. 3 січня 2011 були підтверджені чутки, що пара порвала стосунки. Однак вони заявили, що розставання було мирне і залишаться близькими друзями. Калкін після цього впав у депресію і почав вживати героїн.
Куніс була давньою знайомою родини Майкла Джексона. До розлучення з Калкіним вони разом відвідали приватні похорони Джексона 3 вересня 2009.
У листопаді 2011 року Куніс зустрічалася із сержантом Скоттом Муром. У липні того ж року вона погодилася зустрітися з ним після того, коли Мур виклав на сайті YouTube відеозвернення до неї. Тоді він перебував на службі в провінції Гільменд в Афганістані.
З квітня 2012 перебуває у фактичному шлюбі з актором Ештоном Кутчером, з яким заручена з лютого 2014. 30 вересня 2014 Куніс народила дочку Ваєтт Ізабель Кутчер. 4 липня 2015 пара офіційно одружилася.
У січні 2011 року Куніс розповіла, що у неї був хронічний ірит, через що вона осліпла на одне око. Наприкінці 2010 року перенесла успішну операцію. У Куніс також із дитинства розвинулася гетерохромія: одне її око зелене, інше — світло-коричневе.
Акторка підтримує Демократичну партію і президента Барака Обаму. В інтерв'ю 2012 року вона розкритикувала Республіканську партію, сказавши: "Те, як республіканці атакують жінок, — це образливо для мене. І те, як вони говорять про релігію, образливо. Я можу не бути практикуючою єврейкою, але чому ми повинні говорити про Ісуса весь час?".
В одному інтерв'ю вона розповіла, що є шанувальницею комп'ютерної гри World of Warcraft. У 2008 році в іншому інтерв'ю сказала, що не використовує голосовий чат у грі з іншими гравцями, позаяк вони можуть впізнати її голос. Також Куніс описала себе як «комп'ютерний ботанік», однак вона не має акаунтів на Myspace, Facebook чи Twitter.

## Міла Куніс і Україна
4 березня 2022 року Міла Кутчер разом із Ештоном Кутчером записали відеоролик, в якому закликають своїх прихильників підтримати Україну та українців. Пара повідомила, що вони відкривають збір 30 мільйонів доларів на гуманітарну допомогу українцям, які постраждали від російського вторгнення. Подружжя також особисто перевело 3 мільйони доларів і активно співпрацює із Flexport та Airbnb — організаціями, які напряму допомагають тим, хто цього потребує. Міла зазначила, що сьогодні, як ніколи, пишається тим, що вона українка, а її чоловік відповів, що пишається тим, що він одружений із українкою.
У Інтерв'ю harper's Bazaar Куніс втрапила у скандал. Вона розповідала про харчування та що готує її мама. Вареники та борщ вона назвала російськими стравами. Це розлютило українських шанувальників. Куніс відповіла, що не знає, хто вона — українка чи росіянка.

## Фільмографія

### Фільми
| Рік  |    | Українська назва              | Оригінальна назва            | Роль                |
| ---- | -- | ----------------------------- | ---------------------------- | ------------------- |
| 1995 | кф | Загадай бажання, Моллі        | Make a Wish, Molly           | Мелінда             |
| 1996 | ф  | Санта здоровань               | Santa with Muscles           | Сара                |
| 1997 | в  | Кохана, ми зменшили себе!     | Honey, We Shrunk Ourselves   | Джилл               |
| 1998 | ф  | Плем'я Криппендорфа           | Krippendorf's Tribe          | Еббі Торнквіст      |
| 1998 | ф  | Міло                          | Milo                         | Мартіс              |
| 2001 | ф  | Вірус кохання                 | Get Over It                  | Бейсін              |
| 2002 | в  | Американський психопат 2      | American Psycho II           | Рейчел Ньюман       |
| 2004 | кф | Латинський коханець           | The Latin Lover              | дівчина на вулиці   |
| 2004 | ф  | Весілля Тоні і Тіни           | Tony 'n' Tina's Wedding      | Тіна                |
| 2007 | ф  | Після сексу                   | After Sex                    | Ніккі               |
| 2007 | ф  | МакКаллістер біжить           | Moving McAllister            | Мішель МакКаллістер |
| 2008 | ф  | Табір                         | Boot Camp                    | Софі                |
| 2008 | ф  | В прольоті                    | Forgetting Sarah Marshall    | Рейчел              |
| 2008 | ф  | Макс Пейн                     | Max Payne                    | Мона Сакс           |
| 2009 | ф  | Екстракт                      | Extract                      | Сінді               |
| 2009 | ф  | Крутий Том                    | Tom Cool                     | Little Boy Matson   |
| 2010 | ф  | Книга Ілая                    | The Book of Eli              | Солара              |
| 2010 | ф  | Божевільне побачення          | Date Night                   | Віппіт              |
| 2010 | ф  | Чорний лебідь                 | Black Swan                   | Лілі                |
| 2011 | ф  | Друзі по сексу                | Friends with Benefits        | Джеймі              |
| 2012 | ф  | Третій зайвий                 | Ted                          | Лорі                |
| 2012 | ф  | Колір часу                    | The Color of Time            | Кетрін              |
| 2013 | ф  | Оз: Великий та Могутній       | Oz: The Great and Powerful   | Теодора             |
| 2013 | ф  | Кровні зв'язки                | Blood Ties                   | Наталі              |
| 2013 | ф  | Третя персона                 | Third Person                 | Джулія              |
| 2014 | ф  | Енні                          | Annie                        | Андреа Елвін        |
| 2014 | ф  | Цього ранку у Нью-Йорку       | The Angriest Man in Brooklyn | доктор Шерон Гілл   |
| 2015 | ф  | Піднесення Юпітер             | Jupiter Ascending            | Юпітер Джонс        |
| 2015 | мф | В пекло і назад               | Hell and Back                | Діма (озвучення)    |
| 2016 | ф  | Дуже погані матусі            | Bad Moms                     | Емі Мітчелл         |
| 2017 | ф  | Дуже погані матусі 2          | A Bad Moms Christmas         | Емі Мітчелл         |
| 2018 | ф  | Шпигун, який мене кинув       | The Spy Who Dumped Me        | Одрі                |
| 2019 | мф | Диво-парк                     | Wonder Park                  | Ґрета (озвучення)   |
| 2020 | ф  | Чотири хороших дні            | Four Good Days               | Моллі               |
| 2021 | ф  | Дати дуба в окрузі Юба        | Breaking News in Yuba County | Ненсі               |
| 2022 | ф  | Найщасливіша дівчина на світі | Luckiest Girl Alive          | Ані Фанеллі         |
| 2024 | ф  | Батько року                   | Goodrich                     | Грейс Ґудріч        |
| 2025 | ф  | Ножі нагого: Прокинься, мрець | Wake Up Dead Man             | Дж. Скотт           |

### Телебачення
| Рік       |    | Українська назва                   | Оригінальна назва                      | Роль                                               |
| --------- | -- | ---------------------------------- | -------------------------------------- | -------------------------------------------------- |
| 1994      | с  | Дні нашого життя                   | Days of our Lives                      | Хоуп Вільямс (Епізод #7313)                        |
| 1994      | с  | Рятівники Малібу                   | Baywatch                               | Енні (Епізод: «Aftershock»)                        |
| 1995      | тф | Піранья                            | Piranha                                | С'юзі Ґроґан                                       |
| 1995      | с  | Рятівники Малібу                   | Baywatch                               | Бонні (Епізод: «Hot Stuff»)                        |
| 1995      | с  | Шоу Джона Ларрокетта               | The John Larroquette Show              | Люсі (Епізод: «The Defiant OneHot Stuff»)          |
| 1995      | с  | Хадсон-стріт                       | Hudson Street                          | Дейвон (Епізод: «Here's Just Looking at You, Kid») |
| 1996      | с  | Нещасливі разом                    | Unhappily Ever After                   | Хлоя (Епізод: «In the Stars»)                      |
| 1996—1997 | с  | Нік Френо: Дипломований учитель    | Nick Freno: Licensed Teacher           | Анна-Марія Дель Боно (5 епізодів)                  |
| 1996—1997 | с  | Сьоме небо                         | 7th Heaven                             | Ешлі (4 епізоди)                                   |
| 1997      | с  | Вокер, техаський рейнджер          | Walker, Texas Ranger                   | Пеппер (Епізод: «Last Hope»)                       |
| 1998      | с  | Золоті крила Пенсаколи             | Pensacola: Wings of Gold               | Джессі (Епізод: «Company Town»)                    |
| 1998—2006 | с  | Шоу 70-х                           | That '70s Show                         | Джекі Беркхарт (головна роль)                      |
| 1998      | тф | Джіа                               | Gia                                    | юна Джія Каранджі                                  |
| 1999—...  | мс | Сім'янин                           | Family Guy                             | Меґ Гріффін (основна роль)                         |
| 2000—2002 | с  | Будь собою                         | Get Real                               | Тейлор (2 епізоди)                                 |
| 2002      | с  | Mad TV                             | Mad TV                                 | Дейзі (Епізод: «8.7»)                              |
| 2004      | с  | Основа для життя                   | Get Real                               | Лана (2 епізоди)                                   |
| 2005      | с  | Punk'd                             | Punk'd                                 | Міла Куніс (Епізод: «5.6»)                         |
| 2005      | мф | Стьюї Гріффін: Нерозказана історія | Stewie Griffin: The Untold Story       | Меґ Гріффін                                        |
| 2005—2011 | мс | Робоцип                            | Robot Chicken                          | різні ролі (15 епізодів)                           |
| 2009      | мс | Шоу Клівленда                      | The Cleveland Show                     | Меґ Гріффін (Епізод: «Pilot»)                      |
| 2010      | с  |                                    | The Late Late Show with Craig Ferguson | Snooki (Епізод: «6.85»)                            |
| 2011      | мс |                                    | Good Vibes                             | Міла Куніс (Епізод: «Red Tuxedo»)                  |
| 2011      | с  | Вулиця Сезам                       | Sesame Street                          | гість (Епізод: «The Good Bird's Club»)             |
| 2014      | с  | Два з половиною чоловіки           | Two and a Half Men                     | Вів'єн (Епізод: «Lan Mao Shi Zai Wuding Shang»)    |
| 2019      | с  | Шоу Елен Дедженерес                | The Ellen DeGeneres Show               | гість (Епізод: «April 11, 2019»)                   |
| 2020      | с  | Угамуй свій запал                  | Curb Your Enthusiasm                   | Міла Куніс (Епізод: «The Spite Store»)             |
| 2022      | с  | Хлопаки                            | The Boys                               | камео (Епізод: «Herogasm»)                         |
| 2023      | с  | Шоу 90-х                           | That '90s Show                         | Джекі Беркхарт (Епізод: «Pilot»)                   |

### Відеоігри
| Рік  |    | Українська назва                   | Оригінальна назва                  | Роль        |
| ---- | -- | ---------------------------------- | ---------------------------------- | ----------- |
| 2006 | вг | Saints Row                         | Saints Row                         | Таня        |
| 2006 | вг | Family Guy Video Game!             | Family Guy Video Game!             | Меґ Гріффін |
| 2012 | вг | Family Guy: Back to the Multiverse | Family Guy: Back to the Multiverse | Меґ Гріффін |
| 2014 | вг | Family Guy: The Quest for Stuff    | Family Guy: The Quest for Stuff    | Меґ Гріффін |
| 2022 | вг | Warped Kart Racers                 | Warped Kart Racers                 | Меґ Гріффін |

## Відзнаки та номінації
Згідно із списком сайту IMDb.com Мілу Куніс номінували на такі відзнаки.
| Відзнака                                  | Рік  | Категорія                                                        | Фільм          | Підсумок   |
| ----------------------------------------- | ---- | ---------------------------------------------------------------- | -------------- | ---------- |
| Асоціація кінокритиків Даллас Форт-Уерта  | 2010 | Найкраща акторка другого плану                                   | Чорний лебідь  | Номінація  |
| Асоціація кінокритиків центрального Огайо | 2011 | Найкращий акторський ансамбль                                    | Чорний лебідь  | Номінація  |
| Венеційський кінофестиваль                | 2010 | Приз Марчелло Мастроянні найкращій молодій акторці               | Чорний лебідь  | Перемога   |
| Кінопремія «Вибір критиків»               | 2011 | Найкраща акторка другого плану                                   | Чорний лебідь  | Номінація  |
| Вибір народу                              | 2012 | Улюблена комедійна акторка                                       |                | Номінація  |
| Вибір народу                              | 2013 | Улюблена комедійна акторка                                       |                | Очікується |
| Вибір народу                              | 2013 | Улюблена акторка                                                 |                | Очікується |
| Вибір підлітків                           | 2000 | Вибір телесеріалу: Акторка                                       | Шоу 70-х       | Номінація  |
| Вибір підлітків                           | 2001 | Вибір телесеріалу: Акторка                                       | Шоу 70-х       | Номінація  |
| Вибір підлітків                           | 2002 | Вибір телесеріалу: Акторка комедії                               | Шоу 70-х       | Номінація  |
| Вибір підлітків                           | 2003 | Вибір телесеріалу: Акторка комедії                               | Шоу 70-х       | Номінація  |
| Вибір підлітків                           | 2004 | Вибір телесеріалу: Акторка комедії                               | Шоу 70-х       | Номінація  |
| Вибір підлітків                           | 2005 | Вибір телесеріалу: Акторка комедії                               | Шоу 70-х       | Номінація  |
| Вибір підлітків                           | 2006 | Вибір телесеріалу: Акторка комедії                               | Шоу 70-х       | Номінація  |
| Вибір підлітків                           | 2008 | Вибір фільму: Тематична жіноча роль                              | В прольоті     | Номінація  |
| Вибір підлітків                           | 2009 | Вибір фільму: Акторка екшну                                      | Макс Пейн      | Номінація  |
| Вибір підлітків                           | 2010 | Вибір фільму: Акторка екшну                                      | Книга Ілая     | Номінація  |
| Вибір підлітків                           | 2011 | Вибір фільму: Поцілунок (з Наталі Портман)                       | Чорний лебідь  | Номінація  |
| Вибір підлітків                           | 2011 | Вибір фільму: Жіноча сцена                                       | Чорний лебідь  | Номінація  |
| Вибір підлітків                           | 2011 | Вибір красуні                                                    |                | Номінація  |
| Вибір підлітків                           | 2011 | Вибір зірки літнього фільму: Жіноча роль                         | Секс по дружбі | Номінація  |
| Голлівудівський кінофестиваль             | 2010 |                                                                  |                | Перемога   |
| Золотий глобус                            | 2011 | Найкраща жіноча роль другого плану                               | Чорний лебідь  | Номінація  |
| Кіновідзнаки MTV                          | 2011 | Найкращий поцілунок (з Наталі Портман)                           | Чорний лебідь  | Номінація  |
| Молода зірка                              | 1999 | Найкраща молода акторка у комедійному телесеріалі                | Шоу 70-х       | Перемога   |
| Молода зірка                              | 2000 | Найкраща молода акторка/виконання ролі у комедійному телесеріалі | Шоу 70-х       | Перемога   |
| Молодий актор                             | 1999 | Найкращий молодий ансамбль у телесеріалі                         | Шоу 70-х       | Номінація  |
| Молодий актор                             | 2000 | Найкраща молода акторка комедійного телесеріалу                  | Шоу 70-х       | Номінація  |
| Молодий актор                             | 2001 | Найкраща молода акторка комедійного телесеріалу                  | Шоу 70-х       | Номінація  |
| Молодий Голлівуд                          | 2002 | One to Watch — Female                                            | Шоу 70-х       | Перемога   |
| Асоціація кінокритиків Лас-Вегаса         | 2010 | Найкраща акторка другого плану                                   | Чорний лебідь  | Номінація  |
| Спільнота онлайн-кінокритиків             | 2011 | Найкраща акторка другого плану                                   | Чорний лебідь  | Номінація  |
| Премія Гільдії кіноакторів                | 2011 | Найкраща жіноча роль другого плану                               | Чорний лебідь  | Номінація  |
| Премія Гільдії кіноакторів                | 2011 | Найкращий акторський склад у ігровому кіно                       | Чорний лебідь  | Номінація  |
| Премія імені Рембрандта                   | 2012 | Найкраща міжнародна акторка                                      | Секс по дружбі | Номінація  |
| Сатурн                                    | 2011 | Найкраща кіноакторка другого плану                               | Чорний лебідь  | Перемога   |
| Енні                                      | 2007 | Найкраще озвучування у анімаційному телевізійному фільмі         | Гріфіни        | Номінація  |